# Гроші (шаблон проєктування)
Гроші (англ. Money) — шаблон проєктування, який пропонує створити об'єкт, що описує гроші.

## Опис
Велика кількість комп'ютерів обробляють дані про гроші. Дивно, що досі гроші не являються базовим типом у мовах програмування. 
Складність такого типу полягає в реалізації операцій додавання, оскільки необхідно подбати про конвертацію валюти. Інша проблема появляється при заокруглені тому, що важливо уникати навіть незначних похибок.
Створимо власний клас, який описуватиме гроші:
```
public
 
class
 
Money

{

    
public
 
decimal
 
Amount
 
{
 
get
;
 
}

    
public
 
string
 
Currency
 
{
 
get
;
 
}

    
public
 
static
 
Money
 
Add
(
Money
 
a
,
 
Money
 
b
)

    
{

        
if
 
(
a
.
Currency
 
!=
 
b
.
Currency
)
 
throw
 
new
 
InvalidOperationException
();

        
return
 
new
 
Money
(
a
.
Amount
 
+
 
b
.
Amount
,
 
a
.
Currency
);

    
}

}

```

## Див.також
- Value Object